# Axel Lampe
Axel Lampe (* 1971/1972) ist ein ehemaliger deutscher Footballspieler.

## Leben
Lampe spielte bei den Hamburg Silver Eagles, ab 1996 gehörte er zur Mannschaft der Hamburg Blue Devils. Lampe, der in der Verteidigung zum Einsatz kam, gewann mit den Teufeln 1996 die deutsche Meisterschaft sowie 1996, 1997 und 1998 jeweils den Eurobowl. In den Spieljahren 1998 und 1999 wurde Lampe mit der Mannschaft deutscher Vizemeister, in den in Hamburg ausgetragenen Endspielen unterlag man beide Mal den Braunschweig Lions.